# Даймонд, Дуглас
Дуглас Уоррен Даймонд (англ. Douglas Warren Diamond; род. октябрь 1953, США) — американский экономист, почётный профессор финансов кафедры имени Мертона Миллера Школы бизнеса им. Бута при Чикагском университете, президент Американской финансовой ассоциации в 2003 году, соавтор модели Даймонда — Дибвига.
Член Национальной академии наук США (2017). Лауреат Нобелевской премии по экономике (2022).

## Биография
Дуглас Даймонд родился в октябре 1953 года. Его отец Леон Даймонд (1924—2022), уроженец Бруклина еврейского происхождения, был заведующим психиатрическим отделением больницы Эванстона (пригорода Чикаго) и доцентом медицинской школы Северо-Западного университета; мать Маргарет Айрин Гункель (1923—2017), социальный работник немецко-ирландского происхождения.
Окончил в 1975 году Брауновский университет и получил степень бакалавра по экономике, став членом почётного общества Фи Бета Каппа. Степень магистра искусств по экономике получил в 1976 году в Йельском университете, там же в 1977 году защитил степень магистра философии по экономике. Докторской степени по экономике был удостоен в 1980 году в Йельском университете.
В 1972—1977 годах принимал участие в исследовательских проектах.
Преподавательскую деятельность начал в 1977—1978 годах в должности преподавателя экономики на факультете экономики в Йельском университете. В 1979 году стал преподавателем, в 1980—1983 годах ассистентом профессора, в 1983—1986 годах ассоциированным профессором, а в 1986 году занял должность полного профессора финансов в Школе бизнеса им. Бута при Чикагском университете. В 1987—1988 годах был полным профессором финансов в Йельской школы организации и управления. В 1988—1993 годах продолжил преподавание в должности полного профессора финансов в Школе бизнеса им. Бута при Чикагском университете. В 1993—2000 годах стал профессором финансов кафедры имени Теодора Янтема, а с 2000 год является почётным профессором финансов кафедры имени Мертона Миллера в Школе бизнеса им. Бута при Чикагском университете.
Также являлся приглашенным преподавателем на факультете экономики в Брауновском университете в 1983 году, приглашенным профессором финансов в Гонконгском университете науки и технологии в 1997 году, приглашенным преподавателем в Банке Японии в 1999 году, приглашенным профессором финансовой экономики в MIT Sloan школы менеджмента в 2015—2016 годах. Был содиректором Центра исследований по финансам имени Фамы — Миллера при Школе бизнеса им. Бута в 2010—2014 годах.
Ранее являлся редактором журнала The Journal of Business в 1988—2001 годах, помощником редактора журнала The Journal of Finance в 1988—1996 годах и 2000—2003 годах, иностранным редактором The Review of Economic Studies в 1993—1997 годах, помощником редактора журнала Journal of Banking and Finance в 1995—2001 годах, член редколлегии журнала «Journal of Financial Intermediation» в 1989—1993 годах. Был членом совета директоров в 1988—1990 годах и в 1999—2004 годах, и президентом в 2003 году Американской финансовой ассоциации.
Является научным сотрудником Национального бюро экономических исследований с 1999 года, помощником редактора журнала «Journal of Financial Services Research» c 1993 года, членом редколлегии журнала «Journal of Financial Intermediation» с 2014 года, членом совета директоров Центра исследований цен ценных бумаг с 1994 года, консультантом Федерального резервного банка Ричмонда с 1990 года, консультантом Федерального резервного банка Чикаго с 2012 года, членом эконометрического общества с 1990 года, членом Ассоциации финансового менеджмента с 2010 года, член общества развития экономической теории с 2016 года, президент Западная финансовая ассоциация в 2001—2002 годах.

### Семья
Дуглас Даймонд женат и имеет двух детей. Дочь — Ребекка Даймонд, лауреат Исследовательской премии Элейн Беннетт.

## Вклад в науку
Дуглас Даймонд известен как соавтор модели Даймонда — Дибвига.

## Награды
За свои достижения в области экономики был удостоен рядом наград:
- 1984 — стипендия Batterymarch,
- 1987 — четырёхлетний грант от Национального научного фонда,
- 1989 — грант Института финансов Гранта при университете Юты,
- 1999—2016 — гранты от Национального научного фонда,
- 2001 — приз Брэттл[англ.] от журнала The Journal of Finance[англ.] за лучшую статью по корпоративным финансам,
- 2003 — президент Американской финансовой ассоциации[англ.],
- 2012 — премия Морган Стэнли от Американской финансовой ассоциации за выдающиеся достидения в области финансов[англ.],
- 2013 — почетный доктор (Honoris causa) Цюрихского университета,
- 2015 — приз Брэттла[англ.] от журнала The Journal of Finance[англ.] за лучшую статью по корпоративным финансам,
- 2015 — премия MSRI от CME Group за инновационные количественные приложения[9].
- 2022 — Нобелевская премия по экономике[4].